# 능성 주씨
능성 주씨 (綾城 朱氏)는 전라남도 화순군 능주면을 본관하는 한국의 성씨이다.

## 역사
전라도 능성현(綾城縣)의 현리(縣吏) 주경여(朱慶餘)가 1219년(고려 고종(高宗) 6년) 은사과(恩賜科)에 급제했다. 주경여의 아들 주열(朱悅)이 1241년(고려 고종(高宗) 28년) 과거에 급제한 후 충렬왕 때까지 지도첨의부사(知都僉議府事)를 역임하였다. 주열의 아들 주인원은 고려 충렬왕 때 과거에 급제한 후 삼사좌윤(三司左尹)을 역임하였다. 능성 주씨는 조선시대 문과 급제자 3명을 배출하였다.
능성 주씨 일부는 1902년(대한제국 광무 6년) 의정부찬정(議政府贊政) 주석면(朱錫冕)이 대표로 상소하여 고종(高宗)의 윤허를 받아 송나라 유학자 주희를 시조로 하고 본관을 신안(新安)으로 바꾸었다.

## 본관
능성(綾城)은 전라남도 화순군(和順郡) 능주면(綾州面)의 옛 지명이다. 본래 백제의 이릉부리군(尔陵夫里郡)이다. 757년(신라 경덕왕 16)에 능성군(陵城郡)으로 바꾸고 무주(武州)의 영현이 되었다. 940년(고려 태조 23)에는 능성(綾城)으로 개칭하였고, 1018년(현종 9) 나주의 영현이 되었다가 1143년(인종 21)에 능성현으로 승격하였다. 1416년(태종 16) 화순을 병합하여 순성현(順城縣)이 되었다가, 1418년 화순이 분리되었다. 《세종실록지리지》에 전라도 장흥도호부 능성현의 토성(土姓)으로 구(具)·정(鄭)·문(文)·조(曺)·채(蔡)· 5성이 기록되어 있다.

## 집성촌
- 전라남도 화순군 능주면
- 전라남도 여수시 돌산면
- 전라북도 완주군 구이면

## 같이 보기
- 나주 주씨
- 압해 주씨
- 전주 주씨
- 웅천 주씨
- 신안 주씨
- 능성 구씨